# Guy von Dardel
Guy Fredrik von Dardel, född 26 augusti 1919 i Stockholm, död 28 augusti 2009 i Genève, var en svensk partikelfysiker och medverkade i bildandet av CERN.
Guy von Dardel var son till överdirektören vid Karolinska sjukhuset, Fredrik von Dardel, som var huvudman i adelsätten von Dardel, och Maj Wising. Modern hade i ett tidigare äktenskap sonen Raoul Wallenberg. I äktenskapet med von Dardel fick hon även dottern Nina, vars dotter Nane gifte sig med Kofi Annan. 
Guy von Dardel studerade vid Kungliga Tekniska högskolan där han blev civilingenjör 1944 och teknologie licentiat 1951 samt 1953 disputerade för teknologie doktorsgrad med avhandlingen The Interaction of Neutrons with Matter studied with a Pulsed Neutron Source. Under forskarstudierna var han anställd vid SAAB 1944-1946, Försvarets forskningsanstalt 1946-1950 och AB Atomenergi 1950-1954.
Från 1954 medverkande von Dardel i att bygga upp CERN, där han var verksam som forskare. 1964 blev han laborator vid Lunds universitet och när en professur i elementarpartikelfysik inrättades i Lund 1965, utnämndes han till ämbetet. Han var även ordförande för European Committee for Future Accelerators. Som fysiker blev han bland annat känd för sitt samarbete med Nobelpristagaren i fysik 1976, Burton Richter. Guy von Dardel var ledamot av Kungliga Vetenskapsakademien från 1975.

## Engangemang för Raoul Wallenberg
Guy von Dardel var mycket aktiv i olika åtgärder för att bringa klarhet i halvbrodern Raoul Wallenbergs öden, efter att denne bortfördes av sovjetiska trupper och sedan försvann i slutet av andra världskriget. Guy von Dardel var ledare för forskningen i arkivet till Vladimir-fängelset, där Wallenberg enligt vittnen skulle ha varit levande efter det officiella ryska dödsdatumet .
Han deltog även i flera internationella utredningar, till exempel den svenska regeringens Wallenbergutredningen som 2001 lade fram sin rapport efter 10 års arbete.